# Veľké Kapušany
Veľké Kapušany (mađ. Nagykapos) je grad u Košičkom kraju u istočnoj Slovačkoj. Grad upravno pripada Okrugu Michalovce.

## Zemljopis
Grad se nalazi na krajnjem istoku Slovačke na granici s Ukrajinom. Grad leži u ravnici između rijeka Uh na sjeveru, Laborec na zapadu i Latorice na jugu.

## Povijest
Području grada naseljeno je od pamtivjeka najstariji nalazi su iz neolitika. Od druge polovice 10. stoljeća do 1918. godine, grad je bio u sastavu Kraljevine Ugarske. Prvi pisani spomen naselja datira iz 1211. godine kao "Kapos" i 1214. godine kao "Copus". Naselje je dobilo status grada 1430. godine. Grad je bio drugi po veličini nakon Uzhhoroda u Ung županiji i često je služio kao privremena ili stalna stanicu za migrante (Nijemce, Rusine, Poljake, Mađare, itd.) od istoka prema zapadu.
Za vrijeme Drugog svjetskoga rata u gradu je stradao veliki broj Židova i Roma. 

## Stanovništvo
| Godina:     | 1993. | 2003.   | 2013.   | 2023.   |
| ----------- | ----- | ------- | ------- | ------- |
| Broj ljudi: | 9719  | 9612    | 9321    | 8479    |
| Razlika:    |       | -1,10 % | -3,02 % | -9,03 % |

| Godina:     | 2022. | 2023.   |
| ----------- | ----- | ------- |
| Broj ljudi: | 8575  | 8479    |
| Razlika:    |       | -1,11 % |

Grad je 2001. godine imao 9760 stanovnika.

### Etnički sastav
- Mađari – 5553
- Slovaci – 3504
- Romi – 420
- Ukrajinci – 88

### Religija
- rimokatolici – 4827
- luterani – 2630
- grkokatolici – 1.200
- ateisti – 448

## Gradovi prijatelji
- Elek, Poljska

## Vanjske poveznice
- Službena stranica grada

### Ostali projekti
|  | Zajednički poslužitelj ima još gradiva o temi Veľké Kapušany |